# Ommatius peristus
Ommatius peristus là một loài ruồi trong họ Asilidae. Ommatius peristus được Oldroyd miêu tả năm 1972. Loài này phân bố ở miền Ấn Độ - Mã Lai.